# Линдгрен, Астрид
А́стрид А́нна Эми́лия Ли́ндгрен, урождённая Э́рикссон (швед. Astrid Anna Emilia Lindgren, Eriksson; 14 ноября 1907 года, Виммербю — 28 января 2002 года, Стокгольм) — шведская писательница, автор ряда всемирно известных книг для детей, в том числе трилогии о Малыше и Карлсоне и трилогии про Пеппи Длинныйчулок. На русском языке её книги стали известны и очень популярны благодаря переводу Лилианны Лунгиной.

## Биография

### Ранние годы
Астрид Линдгрен родилась 14 ноября 1907 года в южной Швеции, на хуторе Нес (Näs) близ Виммербю в лене Кальмар, в крестьянской семье. Её родители, отец Самуэль Август Эрикссон (1881—1969) и мать Ханна Йонссон (1887—1961), познакомились на рынке, когда ему было 13, а ей — 7 лет. В 1905 году, когда Ханне исполнилось 18 лет, они поженились. Астрид стала их вторым ребёнком. У неё был старший брат Гуннар (27 июля 1906 — 27 мая 1974) и две младшие сестры — Ханна Ингрид Стина (1 марта 1911 — 27 декабря 2002) и Ингегерд Бритта Саломе (15 марта 1916 — 21 сентября 1997).
Как указывала сама Линдгрен в сборнике автобиографических очерков «Мои выдумки» (Mina påhitt, 1971), она росла в век «лошади и кабриолета». Основным средством передвижения для семьи был конный экипаж, темп жизни был медленнее, развлечения — проще, а отношения с окружающей природой куда более тесными, чем сегодня. Такая обстановка способствовала развитию у писательницы любви к природе.
Сама писательница всегда называла своё детство счастливым (в нём было много игр и приключений, перемежавшихся с работой на хуторе и в его окрестностях) и указывала на то, что именно оно служит источником вдохновения для её творчества. Родители Астрид не только испытывали глубокую привязанность друг к другу и к детям, но и не стеснялись показывать её, что было по тем временам редкостью. Об особых отношениях в семье писательница с большой симпатией и нежностью рассказала в единственной своей книге, не обращённой к детям, — «Самуэль Август из Севедсторпа и Ханна из Хюльта» (1973).

### Начало творческой деятельности
В детстве Астрид была окружена фольклором, и многие шутки, сказки, истории, которые она слышала от отца или от друзей, легли потом в основу её собственных произведений. Любовь к книгам и чтению, как она призналась впоследствии, возникла на кухне у Кристин (соседки, от которой в пятилетнем возрасте она услышала прочитанный рассказ о великане Бам-Бам и фее Вирибунд), с дочерью которой, Эдит, она дружила. Именно Эдит приобщила Астрид к удивительному, волнующему миру, в который можно было попадать, читая сказки. Впечатлительная Астрид была потрясена этим открытием, а позже и сама овладела магией слова.
Её способности стали очевидными уже в начальной школе, где Астрид называли «виммербюнской Сельмой Лагерлёф», чего, по собственному мнению, она не заслуживала.

### Годы творчества
После замужества в 1931 году Астрид Линдгрен решила стать домашней хозяйкой, чтобы полностью посвятить себя заботе о детях. В 1941 году Линдгрены переехали в квартиру с видом на стокгольмский Васа-парк, где писательница жила вплоть до своей смерти. Изредка берясь за секретарскую работу, она сочиняла описания путешествий и довольно банальные сказки для семейных журналов и рождественских календарей, чем постепенно оттачивала своё литературное мастерство.
По словам Астрид Линдгрен, первое её произведение было «Пеппи Длинныйчулок» (1945), оно появилось на свет прежде всего благодаря дочери Карин. В 1941 году Карин заболела воспалением лёгких, и каждый вечер Астрид рассказывала ей перед сном всякие истории. Однажды девочка заказала историю про Пеппи Длинныйчулок — это имя она выдумала тут же, на ходу. Так Астрид Линдгрен начала сочинять историю о девочке, которая не подчиняется никаким условиям. Поскольку Астрид тогда отстаивала новую для того времени и вызывавшую жаркие споры идею воспитания с учётом детской психологии, вызов условностям показался ей занятным мыслительным экспериментом. Если рассматривать образ Пеппи в обобщённом плане, то он основывается на появившихся в 1930—1940 годах новаторских идеях в области детского воспитания и детской психологии. Линдгрен следила за развернувшейся в обществе полемикой и участвовала в ней, выступая за воспитание, которое учитывало бы мысли и чувства детей и таким образом проявляло уважение к ним. Новый подход к детям сказался и на её творческой манере, в результате чего она стала автором, последовательно выступающим с точки зрения ребёнка.
После первой истории про Пеппи, полюбившейся Карин, Астрид Линдгрен на протяжении следующих лет рассказывала всё новые вечерние сказки об этой рыжеволосой девочке. В десятый день рождения Карин Астрид Линдгрен сделала стенографическую запись нескольких историй, из которых затем составила для дочери книжку собственного изготовления (с иллюстрациями автора). Эта первоначальная рукопись «Пеппи» была менее тщательно отделана стилистически и более радикальна по своим идеям. Один экземпляр рукописи писательница отослала в крупнейшее стокгольмское издательство «Бонниер». После некоторых раздумий рукопись была отвергнута. Астрид Линдгрен не была обескуражена отказом, она уже поняла, что сочинять для детей — её призвание. В 1944 году она приняла участие в конкурсе на лучшую книгу для девочек, объявленном сравнительно новым и малоизвестным издательством «Рабен и Шёгрен». Линдгрен получила вторую премию за повесть «Бритт-Мари изливает душу» (1944) и издательский договор на неё.
В 1945 году Астрид Линдгрен предложили должность редактора детской литературы в издательстве «Рабен и Шёгрен». Она приняла это предложение и проработала на одном месте до 1970 года, когда официально ушла на пенсию. В том же издательстве выходили все её книги. Несмотря на огромную занятость и совмещение редакторской работы с домашними обязанностями и сочинительством, Астрид оказалась плодовитой писательницей: если считать книжки-картинки, из-под её пера вышло в общей сложности около восьмидесяти произведений. Особенно продуктивно шла работа в 1940-х и 1950-х годах. Только за 1944—1950 годы Астрид Линдгрен сочинила трилогию о Пеппи Длинныйчулок, две повести о детях из Бюллербю, три книжки для девочек, детектив, два сборника сказок, сборник песен, четыре пьесы и две книжки-картинки. Как видно из этого списка, Астрид Линдгрен была необычайно разносторонним автором, готовым экспериментировать в самых разных жанрах.
В 1946 году она опубликовала первую повесть о сыщике Калле Блумквисте («Калле Блумквист играет»), благодаря которой завоевала первую премию на литературном конкурсе (больше Астрид Линдгрен в конкурсах не участвовала). В 1951 году последовало продолжение, «Калле Блумквист рискует» (на русском языке обе повести были изданы в 1959 году под названием «Приключения Калле Блумквиста»), а в 1953 году — завершающая часть трилогии, «Калле Блумквист и Расмус» (был переведён на русский в 1986). «Калле Блумквистом» писательница хотела заменить читателям прославлявшие насилие дешёвые триллеры.
В 1954 году Астрид Линдгрен сочинила первую из трёх своих сказочных повестей — «Мио, мой Мио!» (пер. 1965). В этой эмоциональной, драматичной книге соединены приёмы героического сказания и волшебной сказки, а рассказывается в ней история Бу Вильхельма Ульссона, нелюбимого и оставленного без должной заботы сына приёмных родителей. Астрид Линдгрен не раз прибегала к сказке и сказочной повести, затрагивая судьбы одиноких и заброшенных детей (так было и до «Мио, мой Мио!»). Нести детям утешение, помогать им преодолевать трудные ситуации — этой задачей не в последнюю очередь двигалось творчество писательницы.
В очередной трилогии — «Малыш и Карлсон, который живёт на крыше» (1955; пер. 1957), «Карлсон, который живёт на крыше, опять прилетел» (1962; пер. 1965) и «Карлсон, который живёт на крыше, проказничает опять» (1968; пер. 1973) — снова действует фантазийный герой не злого толка. Этот «в меру упитанный», инфантильный, жадный, хвастливый, надутый, испытывающий жалость к себе, эгоцентричный, хотя и не лишённый обаяния человечек обитает на крыше многоквартирного дома, где живёт Малыш. Будучи полувзрослым другом Малыша из полусказочной реальности, он представляет собой куда менее замечательный образ детскости, чем непредсказуемая и беззаботная Пеппи. Малыш — младший из троих детей в самой обыкновенной семье стокгольмских буржуа, и Карлсон попадает в его жизнь весьма конкретным образом — через окно, причём делает это каждый раз, когда Малыш чувствует себя лишним, обойдённым или униженным, иными словами, когда мальчику становится жалко себя. В таких случаях и появляется его компенсаторное альтер эго — во всех отношениях «лучший в мире» Карлсон, который заставляет Малыша забыть о неприятностях. Карлсон, несмотря на его «недостатки», в определённых условиях способен на такие поступки, которые могут служить примером для подражания — напугать и прогнать грабителей из квартиры Малыша или в мягкой форме преподать урок забывчивым родителям (случай с маленькой девочкой из мансарды, которую оставили одну).

### Экранизации и театральные постановки
В 1969 году прославленный стокгольмский Королевский драматический театр поставил «Карлсона, который живёт на крыше», что было необычно для того времени. С тех пор инсценировки по книгам Астрид Линдгрен постоянно идут как в крупных, так и небольших театрах Швеции, Скандинавии, Европы и Соединённых Штатов Америки. За год до постановки в Стокгольме спектакль про Карлсона был показан на сцене Московского театра сатиры, где его играют до сих пор (этот герой пользуется огромной популярностью в России). Если в мировом масштабе творчество Астрид Линдгрен обратило на себя внимание прежде всего благодаря театральным спектаклям, то в Швеции известности писательницы немало способствовали фильмы и телесериалы по мотивам её произведений. Первыми были экранизированы повести о Калле Блумквисте — премьера кинофильма состоялась на Рождество 1947 года. Ещё через два года появился первый из четырёх фильмов о Пеппи Длинныйчулок. В период 1950-х по 1980-е годы известный шведский режиссёр Улле Хелльбум создал в общей сложности 17 фильмов по книгам Астрид Линдгрен. Визуальные интерпретации Хелльбума с их невыразимой красотой и восприимчивостью к писательскому слову стали классикой шведского кино для детей.

### Личная жизнь
В 18 лет Астрид забеременела от редактора журнала «Виммербю» Акселя Густафа Райнхольда Блумберга (29 мая 1877 — 26 августа 1947). Однако у Блумберга тогда был тяжёлый период — он разводился со своей прежней женой Оливией Фролунд, и хотя они уже не жили вместе, но формально были женаты, из-за чего беременность Астрид могла породить вокруг Блумберга порочащую репутацию супружеской измены, и поэтому они не могли пожениться. Из-за этого Астрид, чтобы избежать слухов, вынуждена была уехать из Виммербю, и в декабре 1926 года она родила в Копенгагене (в Дании матерям-одиночкам тогда разрешалось рожать не раскрывая имени биологического отца) сына Лассе (4 декабря 1926 — 22 июля 1986), а поскольку денег не хватало, Астрид пришлось оставить сына там же в Дании в семье приёмных родителей по фамилии Стивенсы. Оставив должность младшего репортёра, она уехала в Стокгольм. Там она окончила курсы секретарей и в 1931 году нашла работу по этой специальности. Перед этим, в 1928 году она получила работу секретаря в Королевском автоклубе, где познакомилась с Нильсом Стуре Линдгреном (3 ноября 1898 — 15 июня 1952). Они поженились в апреле 1931 года, и после этого Астрид смогла забрать Лассе домой (хотя Нильс усыновил его и Лассе тоже после этого стал носить фамилию Линдгрен, Райнхольд Блумберг признал его, и после его смерти Лассе получил причитающуюся ему часть наследства). В браке с Линдгреном у Астрид 21 мая 1934 года родилась дочь Карин Ниман.
Внучатая племянница Астрид со стороны её брата Гунара — известная в Швеции писательница детективов Карин Альвтеген.

#### Общественная деятельность
За годы своей литературной деятельности Астрид Линдгрен заработала не один миллион крон, продавая права на издание своих книг и их экранизацию, на выпуск аудио- и видеокассет, а позднее ещё и компакт-дисков с записями своих песен или литературных произведений в собственном исполнении, но ничуть не изменила своего образа жизни. С 1940-х годов она жила в одной и той же пятикомнатной стокгольмской квартире.
Опубликованные в 2015 году дневники военных лет продемонстрировали антикоммунистические и антинацистские взгляды Линдгрен: «Ослабленная Германия означает для нас, шведов, лишь одно: русские сядут нам на шею. А если уж на то пошло, то лучше я буду всю оставшуюся жизнь кричать „Хайль Гитлер!“, чем иметь здесь, в Швеции, русских. Ничего более отвратительного я не могу себе и представить» — запись 18 июня 1940 года. «Неприятно быть на стороне одного из динозавров, но в этот момент не остаётся ничего иного, кроме как желать, чтобы Советы были прижаты, как следует» — 28 июня 1941. «На Кавказе немцы планово отступают. Под Сталинградом эти несчастные солдаты сидят в земляных норах, а вход в них взяли на мушку русские снайперы. А в России сейчас холодно. Бедные люди, что я могу сделать, если мне жалко и этих немецких солдат, когда они так ужасно страдают, даже если я ненавижу нацизм и все жестокие преступления, совершённые немцами в оккупированных странах. Гестапо, я считаю, должно быть стёрто с лица земли, но должно же быть и достаточно приличных немцев, по-другому быть не может» — 24 января 1943.
По признанию её дочери Карин Ниман, хотя Линдгрен никогда не состояла в национал-социалистической партии Швеции или Германии, однако однажды голосовала за неё на выборах в ранней юности.
В 1976 году, когда взысканный государством налог составил 102 % от её прибылей, Астрид Лингрен запротестовала. 10 марта того же года она перешла в наступление, послав в стокгольмскую газету «Экспрессен» открытое письмо, в котором рассказала сказку про некую Помперипоссу из Монисмании. В этой сказке для взрослых Астрид Линдгрен встала на позицию профана или наивного ребёнка (как это сделал до неё Ханс Кристиан Андерсен в «Новом платье короля») и, воспользовавшись ею, попыталась разоблачить пороки общества и всеобщее притворство. В год, когда предстояли парламентские выборы, эта сказка стала почти неприкрытой, сокрушительной атакой на обюрократившийся, самодовольный и пекущийся только о собственных интересах аппарат шведской социал-демократической партии, которая находилась у власти 40 лет подряд. Министр финансов Гуннар Стренг в парламентских дебатах презрительно высказался: «Она умеет рассказывать сказки, но не умеет считать», но впоследствии был вынужден признать, что был не прав. Астрид Линдгрен, которая, как оказалось, была права с самого начала, сказала, что ей и Стрэнгу следовало бы поменяться друг с другом работой: «Это Стрэнг умеет рассказывать сказки, но не умеет считать». Это событие привело к большой акции протеста, в ходе которой социал-демократы подверглись жёсткой критике, как за налоговую систему, так и за неуважительное отношение к Линдгрен. Вопреки распространённому заблуждению, эта история не стала причиной электорального поражения социал-демократов. Осенью 1976 года они получили 42,75 % голосов и 152 из 349 мест в парламенте, что было всего лишь на 2,5 % хуже результата предыдущих выборов 1973 года. Однако этого оказалось достаточно для того, чтобы коалиционное правительство во главе с Турбьёрном Фельдином сформировали оппозиционные партии.
Сама писательница всю свою сознательную жизнь была членом социал-демократической партии — и осталась в её рядах после 1976 года. А возражала она прежде всего против отдаления от идеалов, которые Линдгрен помнила со времён своей юности. Когда её однажды спросили, какую бы она избрала для себя стезю, если бы не стала знаменитой писательницей, она без колебаний ответила, что хотела бы принимать участие в социал-демократическом движении начального периода. Ценности и идеалы этого движения играли — вместе с гуманизмом — основополагающую роль в характере Астрид Линдгрен.
Открытое письмо Линдгрен со сказкой про Помперипоссу оказало столь большое влияние потому, что к 1976 году она уже была не просто знаменитой писательницей, — она пользовалась во всей Швеции огромным уважением. Важной персоной, человеком известным всей стране, она стала благодаря многочисленным выступлениям по радио и телевидению. Тысячи шведских детей выросли, слушая по радио книги Астрид Линдгрен в авторском исполнении. Её голос, её лицо, её мнения, её чувство юмора были знакомы большинству шведов ещё с 1950-х — 1960-х годов, когда она вела на радио и телевидении различные викторины и ток-шоу.
Весной 1985 года, когда дочь смоландского фермера публично заговорила о притеснениях сельскохозяйственных животных, к ней прислушался сам премьер-министр. Линдгрен услышала о дурном обращении с животными на крупных фермах Швеции и других промышленных стран от Кристины Форслунд, ветеринара и преподавателя Уппсальского университета. 78-летняя Астрид Линдгрен направила открытое письмо в крупнейшие стокгольмские газеты. В письме содержалась ещё одна сказочка — о любящей корове, которая протестует против плохого обращения со скотом. Этой сказкой писательница начала кампанию, продолжавшуюся три года. В июне 1988 года был принят закон о защите животных, получивший латинское наименование лат. Lex Lindgren (Закон Линдгрен); однако он не понравился его вдохновительнице своей расплывчатостью и заведомо малой эффективностью.
«Только не насилие» — так назвала она свою речь при вручении ей в 1978 году Премии мира немецкой книготорговли (полученную ею за повесть «Братья Львиное сердце» (1973; пер. 1981) и за борьбу писательницы за мирное сосуществование и достойную жизнь для всех живых существ). В этой речи Астрид Линдгрен отстаивала свои пацифистские убеждения и выступала за воспитание детей без насилия и телесных наказаний. «Нам всем известно, — напоминала Линдгрен, — что дети, которых бьют и подвергают жестокому обращению, сами будут бить и подвергать жестокому обращению своих детей, а посему этот заколдованный круг должен быть разорван».
В 1952 году умер муж Астрид Стуре. В 1961 году умерла её мать, спустя восемь лет — отец, а в 1974 году скончались её брат и несколько закадычных друзей. Астрид Линдгрен не раз сталкивалась с загадкой смерти и много размышляла над ней. Если родители Астрид были искренними приверженцами лютеранства и верили в жизнь после смерти, то сама писательница называла себя агностиком. Самой Астрид не стало 28 января 2002 года; ей было 94 года. Она похоронена на кладбище Виммербю.

### Награды
В 1958 году Астрид Линдгрен наградили медалью Ханса Кристиана Андерсена, Линдгрен получила и ряд премий для «взрослых» авторов, в частности, учреждённую Датской академией медаль Карен Бликсен, российскую медаль имени Льва Толстого, чилийскую премию Габриелы Мистраль и шведскую премию Сельмы Лагерлёф. В 1969 году писательница получила Шведскую государственную премию по литературе. Её достижения в области благотворительности были отмечены Премией мира немецкой книготорговли за 1978 год (22 октября 1978 г.) и медалью Альберта Швейцера за 1989 год (присуждается американской организацией Animal Welfare Institute).
В 1973 году Линдгрен была номинирована на Нобелевскую премию по литературе.

### Пеппи Длинныйчулок
| Год первого издания | Шведское название                      | Русское название                                                  |
| ------------------- | -------------------------------------- | ----------------------------------------------------------------- |
| 1945                | Pippi Långstrump                       | Пеппи поселяется на вилле «Курица»                                |
| 1946                | Pippi Långstrump går ombord            | Пеппи отправляется в путь                                         |
| 1948                | Pippi Långstrump i Söderhavet          | Пеппи в стране Веселии                                            |
| 1979                | Pippi Långstrump har julgransplundring | Разграбление-рождественской-ёлки, или Хватай-что-хочешь (рассказ) |
| 2000                | Pippi Långstrump i Humlegården         | Пеппи Длинныйчулок в Парке-где-растёт-хмель (рассказ)             |

Также существует целый ряд «книжек-картинок», не издававшихся в России.

Перевод:

Все три повести переведены на русский язык Лилианной Лунгиной. Именно её перевод сейчас считается классическим. Также существует и другой перевод повестей — Людмилы Брауде совместно с Ниной Беляковой. Два более поздних рассказа переведены только Людмилой Брауде.

Художники:

Основным иллюстратором книг про Пеппи считается датская художница Ингрид Ванг Нюман. Именно её иллюстрации наиболее известны во всём мире.

### Калле Блумквист
| Год первого издания | Шведское название                        | Русское название                         |
| ------------------- | ---------------------------------------- | ---------------------------------------- |
| 1946                | Mästerdetektiven Blomkvist               | Знаменитый сыщик Калле Блумквист         |
| 1951                | Mästerdetektiven Blomkvist lever farligt | Знаменитый сыщик Калле Блумквист рискует |
| 1953                | Kalle Blomkvist och Rasmus               | Калле Блумквист и Расмус                 |

### Бюллербю
| Год первого издания | Шведское название            | Русское название          |
| ------------------- | ---------------------------- | ------------------------- |
| 1947                | Alla vi barn i Bullerbyn     | Мы все из Бюллербю        |
| 1949                | Mera om oss barn i Bullerbyn | Снова о детях из Бюллербю |
| 1952                | Bara roligt i Bullerbyn      | Весело живётся в Бюллербю |

### Кати
| Год первого издания | Шведское название                     | Русское название |
| ------------------- | ------------------------------------- | ---------------- |
| 1950                | Kati i Amerika                        | Кати в Америке   |
| 1952                | Kati på Kaptensgatan (Kati i Italien) | Кати в Италии    |
| 1954                | Kati i Paris                          | Кати в Париже    |

### Малыш и Карлсон
| Год первого издания | Шведское название               | Русское название                                    |
| ------------------- | ------------------------------- | --------------------------------------------------- |
| 1955                | Lillebror och Karlsson på taket | Малыш и Карлсон, который живёт на крыше             |
| 1962                | Karlsson på taket flyger igen   | Карлсон, который живёт на крыше, опять прилетел     |
| 1968                | Karlsson på taket smyger igen   | Карлсон, который живёт на крыше, проказничает опять |

Перевод:

Первый русский перевод, ставший классическим, выполнен Лилианной Лунгиной. Позже появился перевод Людмилы Брауде (имя героя с двумя «с» — «Карлссон»). Существует также перевод Эдуарда Успенского.
Художники:

Все три книги с историями про Карлсона иллюстрировала шведская художница эстонского происхождения Илон Викланд. Именно её иллюстрации наиболее известны во всём мире.

В России также широко известны иллюстрации художника и мультипликатора Анатолия Савченко.

### Горластая улица
| Год первого издания | Шведское название        | Русское название        |
| ------------------- | ------------------------ | ----------------------- |
| 1958                | Barnen på Bråkmakargatan | Дети с Горластой улицы  |
| 1961                | Lotta på Bråkmakargatan  | Лотта с Горластой улицы |

### Мадикен
| Год первого издания | Шведское название                     | Русское название                                              |
| ------------------- | ------------------------------------- | ------------------------------------------------------------- |
| 1960                | Madicken                              | Мадикен                                                       |
| 1976                | Madicken och Junibackens Pims         | Мадикен и Пимс из Юнибаккена                                  |
| 1983                | Titta, Madicken, det snöar!           | Смотри, Мадикен, снег идёт! (книжка с картинками)             |
| 1983                | Allas vår Madicken                    | Всё о Мадикен (сборник)                                       |
| 1991                | När Lisabet pillade en ärta i näsan   | Как Лисабет запихнула в нос горошину (рассказ)                |
| 1993                | Jullov är ett bra påhitt, sa Madicken | Рождество — прекрасное изобретение, сказала Мадикен (рассказ) |

### Эмиль из Лённеберги
| Год первого издания | Шведское название                   | Русское название                                                |
| ------------------- | ----------------------------------- | --------------------------------------------------------------- |
| 1963                | Emil i Lönneberga                   | Эмиль из Лённеберги (повесть)                                   |
| 1966                | Nya hyss av Emil i Lönneberga       | Новые проделки Эмиля из Лённеберги (повесть)                    |
| 1970                | Än lever Emil i Lönneberga          | Жив ещё Эмиль из Лённеберги! (повесть)                          |
| 1972                | Den där Emil                        | Ох уж этот Эмиль! (книжка-картинка)                             |
| 1976                | När Emil skulle dra ut Linas tand   | Как Эмиль вырвал зуб у Лины (книжка-картинка)                   |
| 1984                | När lilla Ida skulle göra hyss      | Ида учится проказничать (рассказ)                               |
| 1984                | Stora Emilboken                     | Приключения Эмиля из Лённеберги (сборник повестей)              |
| 1985                | Emils hyss nr 325                   | 325-я проделка Эмиля (рассказ)                                  |
| 1986                | Inget knussel, sa Emil i Lönneberga | «Чем больше, тем лучше», — сказал Эмиль из Лённеберги (рассказ) |
| 1989                | Ida och Emil i Lönneberga           | Эмиль и малышка Ида (сборник рассказов)                         |
| 1995                | Emil med paltsmeten                 | Как Эмиль вылил тесто на голову папе (книжка-картинка)          |
| 1997                | Emil och soppskålen                 | Как Эмиль угодил головой в супницу (книжка-картинка)            |

Перевод:

Пересказ всех трёх повестей на русский язык выполнен Лилианной Лунгиной. Три рассказа, вошедшие в сборник «Эмиль и малышка Ида» пересказала Марина Бородицкая.

Существует также перевод трёх повестей, выполненный Людмилой Брауде совместно с Еленой Паклиной, а также перевод трёх рассказов, выполненный отдельно Людмилой Брауде.

В 2010 году в России впервые вышли все четыре книжки-картинки. Перевод книжки-картинки «Ох уж этот Эмиль!» выполнен Любовью Горлиной, остальных трёх книжек — Лилианной Лунгиной (они представляют собой отрывки из повестей, переведённых ею ранее).

Художники:

Все существующие книги про Эмиля иллюстрировал шведский художник Бьёрн Берг. Именно его иллюстрации наиболее известны во всём мире.

### Вне серий
| Год первого издания | Шведское название                              | Русское название                                                         |
| ------------------- | ---------------------------------------------- | ------------------------------------------------------------------------ |
| 1944                | Britt-Mari lättar sitt hjärta                  | Бритт-Мари изливает душу                                                 |
| 1945                | Kerstin och jag                                | Черстин и я                                                              |
| 1948                | I Skymningslandet                              | В Сумеречной стране                                                      |
| 1949                | Allrakäraste Syster                            | Любимая Сестра                                                           |
| 1949                | Nils Karlsson-Pyssling                         | Крошка Нильс Карлсон                                                     |
| 1950                | Kajsa Kavat                                    | Бойкая Кайса (Белякова) / Кайса Задорочка (Новицкая)                     |
| 1954                | Mio min Mio                                    | Мио, мой Мио                                                             |
| 1956                | Rasmus på luffen                               | Расмус-бродяга                                                           |
| 1957                | Rasmus, Pontus och Toker                       | Расмус, Понтус и Глупыш (Брауде) / Расмус, Понтус и Растяпа (Тиновицкая) |
| 1959                | Sunnanäng                                      | Солнечная полянка (или: Южный луг)                                       |
| 1964                | Vi på Saltkråkan                               | Мы — на острове Сальткрока                                               |
| 1971                | Mina påhitt                                    | Мои выдумки*                                                             |
| 1973                | Bröderna Lejonhjärta                           | Братья Львиное сердце                                                    |
| 1975                | Samuel August från Sevedstorp och Hanna i Hult | Самуэль Август из Севедсторпа и Ханна из Хюльта                          |
| 1981                | Ronja rövardotter                              | Рони, дочь разбойника (Лунгина) / Ронья, дочь разбойника (Брауде)        |
| 1987                | Assar Bubbla                                   | Ассар Пузырь*                                                            |
| 1992                | En jul i Småland för länge sen                 | Рождество в Смоланде давние-предавние дни                                |
| 2010                | Sagoresan: från Junibacken till Nangilima      | Сказочная поездка от Юнибакена до Нангилимы                              |
| 2020                | Pjäser för barn och ungdom Samling 1           | Пьесы Астрид Линдгрен. Том 1                                             |

* Данное произведение на русском языке не издавалось

## Сотрудничество с художником Харальдом Вибергом
Заметной страницей в творчестве Астрид Линдгрен было и переложение для детского читателя известных евангельских сюжетов. Таков её текст для книжки-картинки «Рождество в хлеву» (Jul i stallet) (1961 г.) — о Рождестве Иисуса Христа, рисунки к которой создал известный шведский художник-анималист Харальд Виберг.
Сотрудничество этих двух художников (кисти и слова) продолжилось и в дальнейшем. Так, в начале 1960-х издатели книги «Томтен» («Tomten») со стихами Виктора Рюдберга и рисунками Х. Виберга решили продать издательские права за границу, а для удобства перевода заменить исходный стихотворный текст на прозу, с чем и обратились к А. Линдгрен.
Опыт оказался удачным — во многих странах, включая Россию, читатели знакомились с известным в Скандинавии сказочным деятелем Томтеном уже как с очередной книгой А. Линдгрен.
Через пять лет появилась новая история «Томтен и лис» («Räven och tomten») (1965), где художником вновь стал Х. Виберг, а А. Линдгрен переложила поэтический текст (на этот раз Карла-Эрика Форслунда).
Помимо этого, существует множество художественных фильмов, телепередач, книжек-картинок, пьес и сборников стихов, часть из которых основана на вышеперечисленных произведениях.

## Переводчики

### На русский язык
- Н. Городинская-Валлениус (перевела трилогию о Калле Блумквисте)
- Ирина Токмакова (Мио, мой Мио!)
- Лилианна Лунгина
- Людмила Брауде
- Елена Паклина
- Ирина Новицкая
- Борис Ерхов — первым перевёл на русский язык повесть «Братья Львиное Сердце», изданную в СССР в книге «Музыка голубого колодца» (М.: Радуга, 1981)
- Елена Соловьёва (Черстин и я, Отважная Кайса, Нет разбойников в лесу, Принцесса, которая не хотела играть в куклы)

## Адаптации

### Кино и мультипликация
Почти все книги Астрид Линдгрен экранизировались. В Швеции с 1970 по 1997 год было снято несколько десятков фильмов, в том числе вся серия о Пеппи, Эмиле из Лённеберги и Калле Блумквисте. Другим постоянным производителем экранизаций являлся СССР, где были сняты мультипликационные фильмы по серии о Карлсоне. «Мио, мой Мио» был экранизирован международным проектом.

### Экранизации
- 1964 — На острове Сальткрока (сериал 13 серий, Режиссёр: Улле Хелльбум.)
- 1964 — Малютка Чорвен, Боцман и Мозес (Режиссёр: Улле Хелльбум.)
- 1968 — Малыш и Карлсон (реж. Борис Степанцев)
- 1969 — Пеппи Длинныйчулок (реж. Улле Хелльбум, сценарий Астрид Линдгрен)
- 1970 — Путешествие с Пеппи Длинныйчулок (реж. Улле Хелльбум)
- 1970 — Пеппи в стране Така-Тука (реж. Улле Хелльбум)
- 1970 — Карлсон вернулся (реж. Борис Степанцев)
- 1971 — Малыш и Карлсон, который живёт на крыше (реж. Валентин Плучек, Маргарита Микаэлян), фильм-спектакль
- 1971 — Эмиль из Лённеберги (реж. Улле Хелльбум)
- 1974 — Самый лучший в мире Карлсон (реж. Улле Хелльбум)
- 1976 — Приключения Калле-сыщика (реж. Арунас Жебрюнас)
- 1977 — Братья Львиное сердце (реж. Улле Хелльбум)
- 1978 — Расмус-бродяга (реж. Мария Муат)
- 1979 — Ты с ума сошла, Мадикен! (реж. Горан Граффман)
- 1980 — Мадикен из Юнибаккена (реж. Горан Граффман)
- 1981 — Расмус-бродяга (реж. Улле Хелльбум)
- 1984 — Роня, дочь разбойника (реж. Таге Даниэльсон)
- 1984 — Пеппи Длинныйчулок (реж. Маргарита Микаэлян)
- 1985 — Проделки сорванца (реж. Варис Брасла)
- 1986 — «Мы все из Бюллербю» (реж. Лассе Халльстрём)
- 1987 — «Новые приключения детей из Бюллербю[швед.]» (реж. Лассе Халльстрём)
- 1987 — Мио, мой Мио (реж. Владимир Грамматиков)
- 1989 — Бойкая Кайса (реж. Дэниэл Бергман)
- 1996 — Суперсыщик Калле Блумквист рискует жизнью (реж. Йоран Кармбак)
- 1997 — Калле Блумквист и Расмус (реж. Йоран Кармбак)
- 2002 — Карлсон, который живёт на крыше (реж. Вибеке Идсё)
- 2014 — «Ронья, дочь разбойника» (сериал, реж. Горо Миядзаки).
- 2024 — «Ронья, дочь разбойника» (сериал, режиссёр Лиза Джеймс Ларссон).

## Почести
- Кавалер ордена Вазы (1968, Швеция)[7]
- Медаль Литературы и искусств (1975, Швеция)
- Офицер ордена Искусств и литературы (1991, Франция)[8]
- Орден Свободы (21 сентября 1995 года, Словения) — за труды и подвиги на радость и счастье детей, за её отношение к охране природы и за всё, что она сделала на благо Словении[9]
- Орден Улыбки (1978 год, Польша)
- Удостоена золотой медали за выдающиеся заслуги в шведской культуре — Иллис Кворум (1978, 1985).
- Лауреат Международной литературной премии имени Януша Корчака[пол.] (1979) — за повесть «Братья Львиное сердце».

## Память
2 апреля 1988 года в честь А. Линдгрен назван астероид 3204 Lindgren, открытый в 1978 году астрономом Н. С. Черных.
В 1991 году в честь писательницы назван созданный в Дании сорт роз: 'Astrid Lindgren'.
Прижизненный памятник, установленный в 1996 году рядом с детским культурно-развлекательным центром "Юнибаккен".
В 2002 году правительство Швеции учредило премию памяти Астрид Линдгрен за достижения в детской литературе. Премия присуждается ежегодно, призовой фонд составляет 5 миллионов шведских крон.
Портрет Астрид Линдгрен помещён на банкноте 20 шведских крон образца 2015 года. Также на этой банкноте изображена Пеппи Длинныйчулок.
По мотивам биографии писательницы в 2018 году вышел фильм «Быть Астрид Линдгрен» (ориг. «Unga Astrid», реж. Пернилла Фишер Кристенсен).